# Museu de Arqueologia e Etnologia da Universidade de São Paulo
O Museu de Arqueologia e Etnologia da Universidade de São Paulo (MAE-USP) é uma unidade da Universidade de São Paulo.  Voltada à pesquisa, à docência e à difusão cultural e científica. Foi criado em 1989, a partir do desmembramento dos setores de arqueologia e etnologia do Museu Paulista, aos quais se fundiram as coleções do Instituto de Pré-História da USP, do antigo museu homônimo da Faculdade de Filosofia, Letras e Ciências Humanas (FFLCH) e do Acervo Plínio Ayrosa. Está localizado na Cidade Universitária, na Zona Oeste de São Paulo.
O museu possui um dos maiores acervos de artefatos arqueológicos e etnográficos do Brasil, composto por mais de  cento e cinquenta mil (150.000) peças, formado por meio de coletas de campo, escavações, compras, permutas, comodatos e doações, desde o fim do século XIX. A coleção arqueológica abrange os povos e civilizações do Mediterrâneo e do Oriente Médio, da América pré-colombiana e, sobretudo, do Brasil pré-colonial. A coleção etnográfica abrange peças relativas às populações africanas e afro-brasileiras e aos povos indígenas de todas as regiões do Brasil. Possui ainda uma vasta biblioteca, com cerca de 60 mil volumes, entre livros, catálogos, teses, periódicos e obras raras. Devido à riqueza de seu acervo, é tombado pelo Instituto do Patrimônio Histórico e Artístico Nacional como Patrimônio Cultural de São Paulo.
O MAE oferece cursos de extensão e disciplinas optativas para estudantes de graduação. Em nível de pós-graduação, mantém o Programa de Arqueologia para graduados em geral, formando profissionais nas áreas de arqueologia pré-histórica e histórica e arqueologia clássica. Promove exposições e programas educativos voltados à comunidade em geral. A pesquisa é desenvolvida na forma de atividades de gabinete, campo e laboratório, em convênio com diversas instituições brasileiras e estrangeiras. Mantém o Centro Regional de Pesquisas Arqueológicas Mário Neme, na cidade de Piraju, e o Museu Regional de Iguape, no Vale do Ribeira, como núcleos de apoio logístico e operacional para pesquisas de campo. Também possui vínculos com o Centro de Arqueologia Biomas da Amazônia, no município de Iranduba, em conjunto com a Universidade do Estado do Amazonas. Entre 1991 e 2011, publicou regularmente a Revista do Museu de Arqueologia e Etnologia, em formato impresso e com periodicidade anual, mas desde 2012, a Revista do MAE passou ser semestral, em formato eletrônico e de acesso aberto através do Portal de Revistas da USP.

## História

### As coleções arqueológicas e etnográficas do Museu Paulista

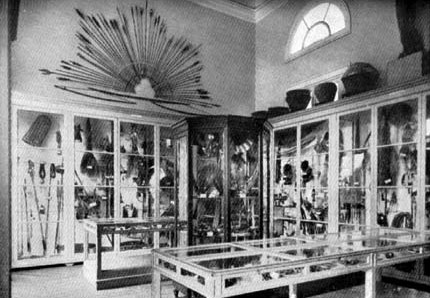
Imagem de uma sala de exposição do Museu Paulista com artefatos indígenas, em 1937.

A formação do acervo do Museu de Arqueologia e Etnologia da USP está intrinsecamente relacionada ao processo histórico de desenvolvimento dos setores de arqueologia e etnologia do Museu Paulista, uma vez que o MAE é herdeiro direto destas coleções. É do Museu Paulista que procedem alguns dos objetos mais antigos e raros do acervo do MAE. Já na coleção inicial do Museu Paulista, composta por objetos provenientes do vasto e eclético acervo particular amealhado em meados do século XIX pelo comerciante Joaquim Sertório, ao qual se juntou o acervo do extinto Museu Provincial da Associação Auxiliadora do Progresso da Província de São Paulo (fundado em 1877), existiam peças etnográficas e arqueológicas, além de outros objetos de naturezas diversas, como itens históricos, zoológicos e botânicos, seguindo o modelo de museu enciclopédico, de cunho naturalista, típico das instituições museológicas do século XIX, e refletindo o caráter de gabinete de curiosidades da referida coleção Sertório.
Instalado no palácio do Ipiranga, o Museu Paulista demonstra interesse pela pesquisa arqueológica e pela etnografia desde a sua inauguração em 1895, como atesta o primeiro volume da Revista do Museu Paulista, deste mesmo ano, que traz um artigo assinado por Hermann von Ihering, primeiro diretor do museu, intitulado "A civilização pré-histórica do Brasil meridional", versando sobre aspectos etnográficos das populações indígenas do sul do Brasil. Durante toda a gestão de Ihering, o museu lograria ampliar consideravelmente as coleções de arqueologia e zoologia, principalmente por meio de permutas com instituições congêneres.
Após a saída de Ihering, entretanto, o museu começaria a ceder à tendência internacional de especialização dos museus enciclopédicos, abandonando aos poucos o perfil de museu de história natural: em 1927, a seção de botânica foi transferida para o recém-criado Instituto Biológico da Defesa Agrícola e, em 1939, as coleções zoológicas passam para a guarda da Secretaria da Agricultura, que pouco depois as utiliza como acervo base do Museu de Zoologia. Permanecem no palácio do Ipiranga as coleções arqueológicas, etnográficas e históricas, conferindo ao Museu Paulista o caráter de "museu de memória", seguindo o projeto elaborado por Afonso d'Escragnolle Taunay. Essa nova configuração, entretanto, não trouxe prejuízos para as atividades científicas do museu, uma vez que o mesmo encontrava-se vinculado à Universidade de São Paulo desde a fundação desta, em 1934, na condição de Instituto Complementar. A partir de 1963, o museu é definitivamente incorporado à universidade, como órgão de integração.
Uma outra importante fase de mudanças no Museu Paulista se daria a partir de 1946, quando a instituição passou a ser dirigida pelo historiador Sérgio Buarque de Holanda. O novo diretor criou a Seção de Etnologia, deixada aos cuidados de Herbert Baldus, um dos precursores da etnologia no Brasil, e passou a realizar pesquisas nos domínios da antropologia e da arqueologia como suas atividades principais. Baldus ficou encarregado de dar início às primeiras expedições científicas de trabalho de campo e de coleta sistemática de artefatos etnográficos junto às populações indígenas. Estas expedições, das quais participaram o pesquisador Harald Schultz e o indianista Curt Nimuendaju, entre muitos outros, dirigiam-se a diversas partes do território brasileiro, retornando com grandes lotes de objetos, incluindo cerâmicas, tecidos, exemplares da arte plumária e artefatos arqueológicos em geral. Sobre os frutos dessas expedições, Baldus comentaria, em 1953:
"Posso afirmar que a atual Secção de Etnologia do Museu paulista, no sétimo ano de sua existência, já não faz má figura ao lado dos museus etnológicos do velho e do Novo Mundo. E verdade que, em tamanho, continua sendo um anão entre gigantes. Mas, já se está aproximando do fim para o qual a orientei desde sua criação: tornar-se, dentro do organismo do Museu Paulista, um museu sui-generis, o "Museu do Índio Brasileiro". Ainda que estejamos longe de possuir o número de peças do Museu de Gotemburgo ou do nosso Museu nacional, andamos em bom caminho para satisfazer, como poucos museus do mundo, as exigências científicas modernas. Nossas expedições foram organizadas sempre no sentido de colher, não tanto peças espetaculares, mas todo e qualquer objeto que possa contribuir para ilustrar a cultura material de uma tribo em sua totalidade."
Na era pós-Baldus, o Museu Paulista buscaria manter o rigor científico das pesquisas. A partir de 1968, com o provimento das funções de arqueólogo, o museu passa a realizar pesquisas sistemáticas em sítios arqueológicos, em conformidade com as modernas concepções científicas da época. As coleções arqueológicas são reorganizadas e desmembradas da Seção de Etnologia, passando a compor um departamento próprio. Multiplicam-se a partir de então os programas de pesquisa abrangendo diferentes regiões do território brasileiro, na maior parte das vezes em convênio com outras instituições. Têm início, entre outros, o Projeto Paranapanema, coordenado por Luciana Pallestrini, visando o levantamento e a análise dos sítios arqueológicos do trecho paulista do rio Paranapanema, o Projeto Anhanguera, sob direção de Margarida Andreatta, que realiza prospecções e escavações no estado de Goiás, em cooperação com a Universidade Federal de Goiás, e o Projeto Piauí, coordenado por Niède Guidon, responsável por uma série de pesquisas no município piauiense de São Raimundo Nonato, cujos achados arqueológicos culminariam na criação do Parque Nacional Serra da Capivara, Patrimônio Mundial da UNESCO desde 1991.
Além das peças reunidas em escavações, coletas, expedições científicas e doações, compras eventuais de coleções privadas contribuiriam para a expansão quantitativa e qualitativa do acervo arqueológico do Museu Paulista. É o caso da altamente relevante coleção de cerâmica arqueológica tapajônica, adquirida em 1971 com recursos providos pela Fundação de Amparo à Pesquisa do Estado de São Paulo. Trata-se de uma coleção de mais de 8.000 peças cerâmicas, estatuetas e objetos líticos, formada a partir da agregação de duas coleções particulares, pertencentes a Ubirajara Bentes e José da Costa Pereira, coletadas ao longo de mais de vinte anos em uma área que se estende de Santarém até o rio Xingu.

### O Acervo Plínio Ayrosa
Um segundo núcleo importante de objetos hoje conservados no Museu de Arqueologia e Etnologia tem sua origem no extinto Museu de Etnografia fundado em 1935 pelo professor Plínio Ayrosa, regente da Cadeira de Etnografia e Línguas Tupi-Guarani da Faculdade de Filosofia, Letras e Ciências Humanas da Universidade de São Paulo. O acervo do Museu de Etnografia começou a ser formado na década de 1930, por meio de coletas e doações. Parte considerável desse acervo, por sua vez, tem origem nas coleções do Centro de Documentação Etnográfica e Social do Instituto de Educação da USP, destacando-se a Coleção Ramkokamekra-Canela. Essa preciosa coleção, composta por 391 objetos, fora formada por Curt Nimuendajú e doada por ele ao Centro de Documentação Etnográfica e Social em 1936. Com a extinção do centro, em 1938, todas as suas coleções foram transferidas para o Museu de Etnografia.
A partir da década de 1970, em consonância com o maior desenvolvimento da etnologia no Brasil, o acervo do Museu de Etnografia registraria uma expressivo crescimento, chegando a 4.000 peças na época de sua incorporação ao MAE. Em função dessa conjectura histórica, a maioria dos objetos procedentes do Museu de Etnografia é composta por materiais relativamente recentes, coletados por pesquisadores do Departamento de Antropologia da USP e de outras instituições. Há, entretanto, pouca documentação histórica a respeito do Museu de Etnografia e muitos dos documentos são contrastantes entre si, a começar pela denominação da instituição, por vezes chamada de "Museu de Etnologia". Os registros internos da Universidade de São Paulo referem-se à coleção, desde ao menos o ano de 1975, sob a denominação "Acervo Plínio Ayrosa".

### O Instituto de Pré-História

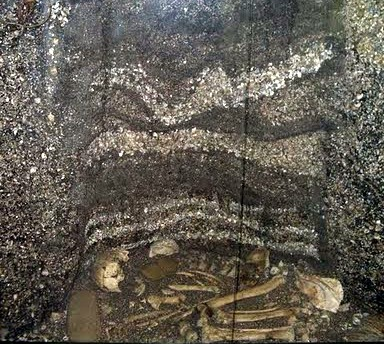
Sambaqui com restos humanos. Acervo do MAE-USP.

O Instituto de Pré-História (IPH) foi estabelecido em 1952 pelo intelectual Paulo Duarte, após o seu retorno ao Brasil, quando do fim do Estado Novo. Inicialmente denominado Comissão de Pré-História, o instituto esteve a princípio vinculado à Casa Civil. Inspirado na instituição homônima parisiense e contando com o apoio de Paul Rivet, então diretor do Museu do Homem, o IPH foi um dos principais responsáveis pelo desenvolvimento da arqueologia acadêmica brasileira, além de realizar inúmeras escavações e pesquisas científicas em diversas partes do território nacional.
Entre seus feitos mais importantes, destacou-se a descoberta, em um sambaqui da Ilha de Santo Amaro, dos mais antigos restos mortais humanos até então conhecidos na América do Sul, o "Homem de Maratu", com cerca de oito mil anos, medidos pelo carbono-14. Atuaram no instituto profissionais como Joseph Emperaire e Annette Laming-Emperaire, responsáveis por formar parcela considerável dos primeiros arqueólogos acadêmicos do Brasil.
O Instituto de Pré-História se estabeleceu como um dos centros difusores da chamada "escola francesa" de arqueologia, cuja minuciosa metodologia de trabalho de campo iria se chocar, pouco tempo depois, com a prática generalista da "escola norte-americana", adotada pelo regime militar, financiada pelos Estados Unidos e posta em prática pelo Programa Nacional de Pesquisas Arqueológicas (PRONAPA). Em 1962, o instituto foi incorporado à Universidade de São Paulo. Paulo Duarte permaneceu em sua direção até 1969. Sua posição crítica à metodologia científica do PRONAPA, que classificava como superficial e desumanizada, e, sobretudo, sua oposição frontal ao regime militar e ao aparelhamento da Universidade de São Paulo pelo aparato repressivo do Estado levaram ao seu afastamento da USP, pouco tempo após a promulgação do AI-5. À sua cassação, seguiu-se uma tentativa infrutífera de extinguir o Instituto de Pré-História, incorporando-o ao antigo Museu de Arqueologia e Etnologia.

### O antigo Museu de Arqueologia e Etnologia

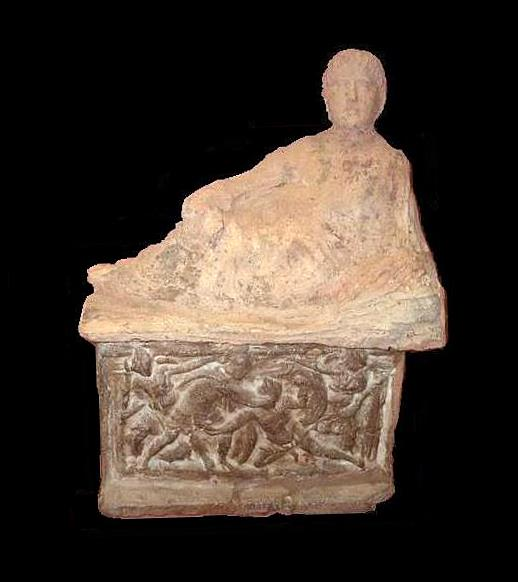
Tampa de urna funerária etrusca. Acervo do MAE-USP.

Em 1963, foi fundado o Museu de Arte e Arqueologia da Universidade de São Paulo, renomeado Museu de Arqueologia e Etnologia após a reforma universitária de 1970. O museu fora criado para abrigar as coleções arqueológicas relativas às das civilizações do Mediterrâneo e do Oriente Médio pertencentes à universidade. Funcionou durante muitos anos, ainda que sempre em caráter provisório, no edifício do Departamento de História e Geografia, sendo posteriormente transferido para o 5º andar de um dos edifícios do Conjunto Residencial da Universidade de São Paulo.
Parte significativa do acervo do antigo MAE consistia em peças adquiridas por meio de doações e permutas, destacando-se, entre essas, a doação de 536 artefatos arqueológicos mediterrâneos e médio-orientais feita por museus italianos à Universidade de São Paulo em 1964. Outras peças foram doadas por Ciccillo Matarazzo, na mesma ocasião em que doou à USP o acervo de obras de arte que pertenciam ao Museu de Arte Moderna (acervo base do Museu de Arte Contemporânea da USP), por Vera Maluf, Edgardo Pires Ferreira, Ciro Flamarion Santana Cardoso, Oscar Landmann, entre outros.
A maior parte da coleção, entretanto, foi adquirida com auxílio da Fundação de Amparo à Pesquisa do Estado de São Paulo, visando consolidar um núcleo de pesquisas científicas em arqueologia mediterrânea e médio oriental. É o caso da coleção egípcia pertencente a Vera Bezzi Guida, disputada pelo MAE e pelo Museu Britânico, comprada pela USP em 1976. Além de artefatos da arqueologia clássica e médio-oriental, o museu se dedicou à colecionar peças africanas e pré-colombianas.

### O atual Museu de Arqueologia e Etnologia

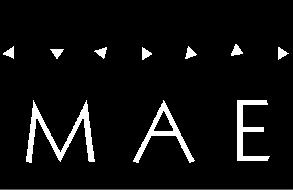
Logotipo do atual Museu de Arqueologia e Etnologia

O atual Museu de Arqueologia e Etnologia da Universidade de São Paulo foi oficialmente constituído em 12 de agosto de 1989, por meio da resolução n.º 3.560, emitida durante o reitorado de José Goldemberg. A medida foi tomada após apresentação de um relatório preparado por uma comissão presidida pelo professor José Jobson de Andrade Arruda, acerca do conceito de curadoria científica e de sua função organizadora em um museu universitário. A criação do novo MAE consistia, efetivamente, na incorporação dos acervos antropológicos dispersos em órgãos de integração e unidades de ensino em um novo centro científico-cultural. Foram fundidos o Instituto de Pré-História, o antigo Museu de Arqueologia e Etnologia (cujo nome a nova instituição manteve), os setores de arqueologia e etnologia do Museu Paulista (que passou a ter atuação exclusiva no campo da história, em conformidade com o perfil esboçado por Taunay na primeira metade do século XX) e o Acervo Plínio Ayrosa (APA). O processo consistia não apenas na fusão dos acervos museológicos e bibliográficos dessas instituições, mas também de seus corpos docentes e técnico-administrativos.
Assim, embora relativamente recente, o museu já surgiu como detentor de um amplo patrimônio, composto por mais de 120 mil peças, constituindo-se em um dos mais importantes centros de preservação da memória arqueológica e etnográfica existentes no Brasil. Na condição de museu universitário, o MAE foi estruturado de forma a atender aos pilares fundamentais da vida acadêmica, isto é, a pesquisa, o ensino e a extensão. No campo da pesquisa, o museu concentra atualmente o maior grupo de pesquisadores de arqueologia no país, dedicando-se, sobretudo, à arqueologia brasileira, responsáveis por projetos em diferentes regiões do território nacional, em convênio com outras instituições. A docência abrange disciplinas optativas de graduação, cursos de extensão universitária e o mais antigo curso de pós-graduação em arqueologia do país, além do maior número de mestrandos e doutorandos na área.
O setor de difusão cultural é responsável pela condução de pesquisas aplicadas na área de museologia e educação, pela elaboração de exposições de curta e longa duração e pelas mostras itinerantes sediadas no próprio museu, bem como pela política de empréstimo de peças do acervo para outras instituições. As obras do MAE já foram expostas em diversas instituições de São Paulo, como o Centro Universitário Maria Antônia, a Estação Ciência, o Instituto Itaú Cultural, o Centro Cultural São Paulo e o Conjunto Nacional, entre outros. O MAE foi responsável pela curadoria científica dos módulos de arqueologia brasileira e de arte afro-brasileira da Mostra do Redescobrimento, organizada em comemoração aos 500 anos da descoberta do Brasil e sediada em diversas capitais brasileiras e em outros países. Peças do museu também integraram a exposição Brasil, A Herança Africana sediada no Museu Dapper de Paris. Entre 2001 e 2002, o MAE organizou, pela primeira vez fora de São Paulo, uma mostra exclusiva de peças do seu acervo, sediada em Brasília, no Superior Tribunal de Justiça, intitulada Brasil 50 mil anos.

#### Instalações
Desde 1993, o MAE está instalado em um edifício de aproximadamente 4 000 metros quadrados, ao lado da Prefeitura da Cidade Universitária Armando Salles de Oliveira, localizada na Zona Oeste da capital paulista. O local, anteriormente pertencente ao BID-Fundusp, foi reformado e ampliado para recepcionar o museu durante o reitorado de Roberto Lobo. O espaço é equipado com laboratórios de conservação e restauro, pesquisa e fotografia, arquivo, biblioteca, áreas para ação educativo-cultural, espaços expositivos e reserva técnica. É, entretanto, considerado insuficiente para as necessidades do museu. Em função da falta de espaço físico, somente 1% de todo o acervo encontra-se em exposição permanente.
Em 1999, a Universidade de São Paulo apresentou projeto de construção de um complexo arquitetônico de de 120 000 metros quadrados, de autoria do arquiteto Paulo Mendes da Rocha, conhecido como "Praça dos Museus", para onde seriam transferidos o MAE, o Museu de Zoologia e o Museu de Ciências, mas não foi levado adiante.
Em 2010, o projeto foi retomado, com base num acordo de compensação da dano de um sítio arqueológico no Itaim Bibi entre o Ministério Público Federal, a USP, o IPHAN e os empreendedores responsabilizados. Desse modo, o agora futuro "Parque dos museus" está sendo construído na Cidade Universitária, com 53 mil m², incluindo apenas o MAE e o Museu de Zoologia, com finalização prevista para 2015.

## Acervo

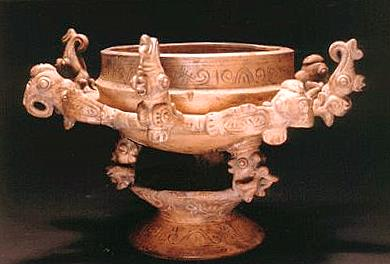
Vaso cariátide da cultura Santarém (cerâmica tapajônica).
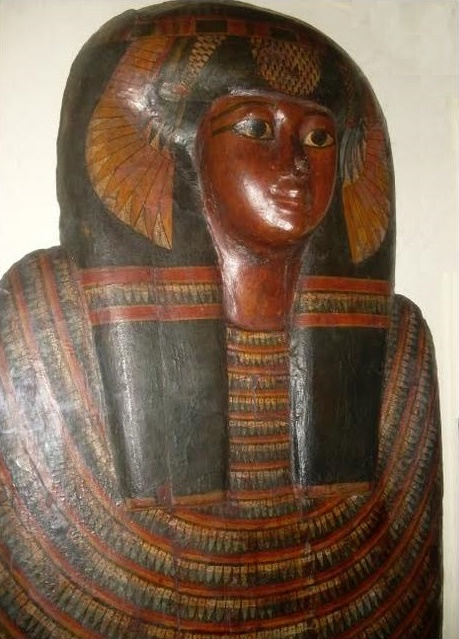
Tampa de sarcófago egípcio. Acervo do MAE-USP.
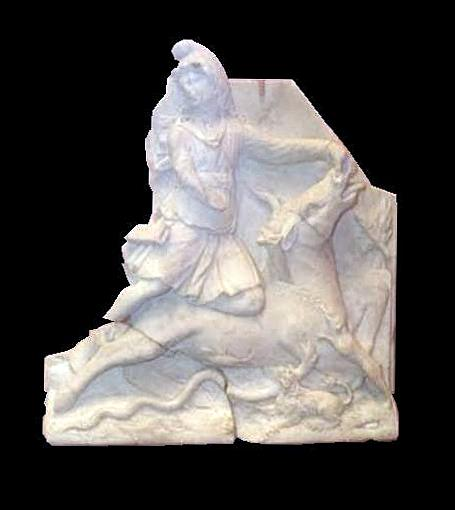
Relevo cultual de Mitra em mármore. Arte romana, século I d.C.

O acervo do Museu de Arqueologia e Etnologia da USP é composto por mais de 150.000 peças, provenientes de escavações realizadas em sítios arqueológicos brasileiros, de coletas realizadas por etnólogos desde o fim do século XIX, bem como por compras, permutas, comodatos e doações. O acervo abrange artefatos arqueológicos (cerâmicos, líticos e ósseos, humanos e animais) relativos às civilizações do Mediterrâneo, do Oriente Médio, da América pré-colombiana e, sobretudo, do Brasil pré-colonial. A coleção etnográfica é constituída por objetos relativos às populações africanas, afro-brasileiras e indígenas do Brasil.

### Arqueologia brasileira
O MAE possui uma dos maiores acervos de artefatos arqueológicos existentes no Brasil, sendo particularmente rico no que se refere ao patrimônio arqueológico do estado de São Paulo e à arqueologia amazônica. O acervo é composto por mais de 50 coleções científicas, e é constantemente acrescido, uma vez que novas peças são incorporadas a ele à medida que se iniciam novas pesquisas. Aborda questões como a ocupação humana da América e do Brasil, as bases de diversificação cultural (grupos pescadores, caçadores, coletores), a organização social e a cultura material dos povos nativos.
Os mais antigos vestígios da presença humana em território brasileiro documentados no acervo datam de, ao menos, 10.000 anos antes do presente. São artefatos feitos de material lítico (arenito, sílex, granito, basalto, etc.), atestando a evolução biológica e cultural do homem, das pontas de projéteis de pedra lascada às lâminas de machado polidas. No que se refere ao território paulista, os registros do domínio da tecnologia do trabalho em material lítico datam de até 5.000 anos, no caso da pedra lascada, e até 1.000 anos, no caso da pedra polida. Outros artefatos líticos mais elaborados incluem mãos de pilão e almofarizes, estatuetas antropomorfas (destacando-se o "Ídolo de Iguape"), zoólitos representando peixes, aves, mamíferos e outros animais, adornos líticos (tembetás, placas pendentes, pedras ovóides perfuradas em colares, etc.) e muiraquitãs produzidos em suportes minerais esverdeados (nefrita, amazonita, esteatita) ou em pedra-sabão. Embora os exemplares sejam provenientes de todo o território nacional, é possível observar a concentração de certas tipologias em determinadas regiões, como os zoólitos, provenientes do Brasil meridional em sua maioria, e as lâminas de machado polidas, encontradas principalmente no Norte e no Centro-Oeste.
Nas coleções de cerâmicas arqueológicas, destacam-se os expressivos núcleos de artefatos amazônicos. A coleção de cerâmicas marajoaras inclui urnas funerárias, figuras antropomorfas, vasos, vasilhas, taças, pratos, chocalhos, tangas e baixelas, entre outros objetos. Os exemplares mais antigos possuem datação situada ao redor do ano 700 d.C. A coleção de cerâmica tapajônica é composta por mais de 8.000 peças, dentre as quais se destacam estatuetas antropomorfas, vasos ornitomorfos, figuras zoomorfas, fragmentos, etc. Também estão repesentadas no acervo as tradições konduri e guarita, igualmente na região amazônica, as tradições tupi, uru e aratu, no Brasil central, a tradição itararé, no Brasil meridional e outros artefatos cerâmicos de procedência desconhecida. No que se refere ao território paulista, há coleções de cerâmicas provenientes de sítios arqueológicos em Iguape, Itapeva, Itaberá (sítio José Fernandes) e Santa Bárbara d'Oeste (sítio Caiuby), entre outras localidades, datando de até mais de 1.000 anos.
O museu também conserva artefatos da indústria óssea, principalmente pontas e furadores, produzidos a partir de ossos e dentes de animais. A maioria é proveniente de sambaquis, uma vez que as condições desfavoráveis do clima tropical brasileiro e a acidez do solo são um empecilho à sua preservação em outras condições.

### Arqueologia americana
O acervo de arqueologia americana do Museu de Arqueologia e Etnologia é majoritariamente composto por artefatos provenientes das civilizações que viveram na América do Sul no período pré-colombiano. Destacam-se, entre outras, a coleção Max Uhle, altamente representativa das culturas incas, adquirida pelo Museu Paulista no começo do século XX, a coleção Oscar Landmann, formada por tecidos e fragmentos andinos doados por Landmann ao antigo Museu de Arte e Arqueologia, e a coleção Gilbert C. Y. Asmar.
Diversas civilizações do Peru pré-hispânico estão representadas no acervo, tais como os chimus, os incas, os mochicas, os nazcas, os chancay e os waris, entre outros. Em menor escala, estão representadas a cultura arica do Chile e civilizações não identificadas da Argentina e dos países andinos.
A coleção de cerâmicas inclui vasos, vasilhas, tigelas, aríbalos e estatuetas, com decorações de motivos antropomorfos, zoomorfos, etc. O museu também conserva uma ampla coleção de têxteis, composta por bolsas, atiradeiras, fragmentos e faixas de tecido em geral, usando sobretudo o algodão como matéria-prima. Há ainda artefatos de madeira (instrumentos, placas), cobre (braceletes, pesos, macanás), prata (fusos, pratos, pinças, cilindros, prendedores, anéis), pedra e osso.

### Arqueologia mediterrânica e médio-oriental
O MAE possui um importante acervo de artefatos arqueológicos produzidos pelas culturas que se desenvolveram nas proximidades do Mar Mediterrâneo e do Oriente Médio, abrangendo questões ligadas à subsistência, à organização econômica, à tecnologia relacionada à elaboração de artefatos, à religião e aos ritos funerários, ao cotidiano e à produção material em geral. Estão representadas civilizações como a egéia, a grega, a etrusca, a romana, as mesopotâmicas e a egípcia. Trata-se de um dos mais significativos acervos dessa natureza na América Latina.
O núcleo de arqueologia egípcia foi formado por aquisições efetuadas pela Universidade de São Paulo com auxílio da FAPESP e por doações. Destaca-se a coleção de 36 objetos que pertenceu a Vera Bezzi Guida, adquirida em 1976, composta majoritariamente por shabtis, destacando-se um, em madeira recoberta por resina preta, provavelmente proveniente da tumba do faraó Seti I, além de amuletos, estatuetas em bronze de divindades e um vaso canópico com tampa em forma de cabeça humana. Outro grupo importante é composto por 27 objetos que pertenceram a Hermann Tapajós Hipp, que inclui escaravalhos, amuletos, shabtis e um importante fragmento de relevo com rosto feminino, representando a princesa Maketaton, uma das filhas do faraó Aquenáton, proveniente da tumba real de Amarna. Na coleção Vera Maluf, destacam-se uma máscara de cartonagem e um falcão mumificado do Período Romano. Do acervo egípcio do Museu Paulista provém aproximadamente 50 objetos, entre amuletos, shabtis, faianças, estatuetas em bronze representando animais e terracotas. Destaca-se ainda uma tampa de esquife em madeira policromada da XXII Dinastia.
Das culturas mesopotâmicas (sumérios, acádios, assírios e babilônios) o museu conserva um conjunto de tabletes de argila e pedra com escrita cuneiforme, os mais antigos datando do IV milênio e os mais recentes do I milênio a.C.., além de sinetes e selos cilíndricos, utilizados na administração palacial e no registro documental mesopotâmico.
A coleção greco-romana é composta por artefatos líticos, cerâmicos, objetos de metal, moedas, estatuária em terracota, mármore e outros materiais. Destaca-se a vasta coleção de cerâmicas gregas, itálicas, etruscas, campânicas, púnicas e romanas, de grande valor artístico e documental. A coleção de estatuetas de terracota abrange diversos exemplares de Tânagras e outras peças provenientes das colônias gregas na Itália e na Sicília, destacando-se uma peça do século VI a.C., proveniente de Selinunte. A coleção de artefatos de bronze (vasilhames, armas, armaduras, etc.) abrange peças provenientes da Grécia arcaica e outros exemplares romanos. Destacam-se ainda as coleções de vidros antigos e exemplares isolados da estatuária de grande porte.

## Informações
A entrada é franca para todos os visitantes do Museu, que funciona de terça a sexta das 10h às 12h e das 13h30 às 17h, e aos sábados, domingos e feriados das 10h às 16h.